# Любовь под зонтиком
«Любовь под зонтиком» (фр. Un amour de parapluie) — французский короткометражный фильм с Луи де Фюнесом, режиссёра Жана Лавирона. Год выхода картины — 1951.

## В ролях
| Актёр           | Роль                          |
| --------------- | ----------------------------- |
| Жак-Анри Дюваль | канадский турист              |
| Ноэль Роквер    | друг канадского туриста       |
| Дениз Прованс   | жена друга канадского туриста |
| Луи де Фюнес    | отдыхающий на пляже           |
| Арманд Бернар   |                               |

## Сюжет
Канадский турист, приехав во Францию, хочет найти себе девушку, но во-первых, он очень робок, а во-вторых, совсем не имеет знакомых французов, кроме одного друга и его жены. Этот друг и советует ему использовать один трюк с зонтом: во время дождя он одалживает свой зонт какой-нибудь понравившейся девушке и даёт ей свой адрес, чтобы она его потом вернула — таким образом знакомство завязано. Но реализовать это план оказывается не так-то просто, и канадцу придётся сделать немало попыток, прежде чем одна из них увенчается успехом…